# Lidzbark Warmiński
Lidzbark Warmiński (Duits: Heilsberg) is een stad met 15.877 inwoners (2017) in het Poolse woiwodschap Ermland-Mazurië. Het is de hoofdplaats van de powiat Lidzbarski.

## Geschiedenis
Heilsberg werd in 1240 als burcht door de Duitse Orde gesticht en na opstanden van de (oude) Pruisen in 1350 versterkt en uitgebreid tot bisschoppelijke residentie van Ermland. In 1308 kreeg het stadsrechten van bisschop Eberhard von Neisse. De stad werd bevolkt door burgers uit steden in het Duitse Rijk. Zij koos in het conflict tussen de Orde en de Poolse koning in 1454 de kant van de laatste. Bij de Tweede Vrede van Thorn kwam het bisdom Ermland in 1466 tezamen met West-Pruisen onder Polen, maar voorlopig als autonome bestuurseenheden. 
In de Pools-Zweedse oorlogen werden burcht en stad door de Zweedse koning Karel XII bezet en tijdelijk tot zijn residentie ingericht (1703). Bij de Eerste Poolse Deling kwamen West-Pruisen en Ermland in 1772 bij het koninkrijk Pruisen. In 1807 vond hier een Slag tussen Russische en Franse troepen plaats. Napoleon legerde in een aantal Oost-Pruisische en Ermlandse steden afdelingen van het leger dat in 1812 Rusland binnen viel maar vernietigend verslagen werd. Ook Heilsberg moest op eigen kosten soldaten legeren en ging daaraan failliet, evenals vele naburige steden. 
Na het herstel van het Pruisische koninkrijk werd de stad districtshoofdplaats van een gelijknamige Kreis in de provincie Oost-Pruisen. Het bleef een bestuurscentrum, maar industrialisatie vond amper plaats. De ca. 2.500 inwoners aan het begin van de 19de eeuw hadden zich verdubbeld aan het einde daarvan en nogmaals verdubbeld tot ruim 10.000 aan de vooravond van de Tweede Wereldoorlog. 
In februari 1945 werd de stad bezet door het Sovjet-leger dat de helft van de bebouwing afbrandde. De Poolse autoriteiten wezen de Duitstalige bewoners die niet gevlucht waren uit en vervingen ze door Polen en Oekraïners. Na de oorlog stagneert het inwonertal sinds 1990 bij ca. 16.000.

## Demografie
| jaar | inwoners       | opmerkingen                                                                   |
| ---- | -------------- | ----------------------------------------------------------------------------- |
| 1782 | meer dan 3.200 | [ 2 ]                                                                         |
| 1802 | 0 2.237        | [ 3 ]                                                                         |
| 1810 | 02.426         | [ 3 ]                                                                         |
| 1816 | 02.984         | van wie 471 luthers, 2.437 rooms-katholiek en 76 joden                        |
| 1821 | 03.433         | [ 3 ]                                                                         |
| 1831 | 04.216         | [ 4 ]                                                                         |
| 1852 | 04.781         | [ 5 ]                                                                         |
| 1858 | 05.105         | van wie 830 luthers, 4.126 rooms-katholiek en 149 joden                       |
| 1871 | 05.839         | van wie 900 luthers en 150 Joden                                              |
| 1875 | 0 5.762        | [ 8 ]                                                                         |
| 1880 | 05.874         | [ 8 ]                                                                         |
| 1890 | 05.501         | van wie 665 luthers, 4.723 rooms-katholiek en 112 joden                       |
| 1900 | 05.541         | het grootste deel rooms-katholiek                                             |
| 1910 | 06.082         | [ 10 ]                                                                        |
| 1933 | 08.781         | [ 8 ]                                                                         |
| 1939 | 10.630         | van wie 2.064 luthers, 8.433 rooms-katholiek, 7 andere christenen en 15 joden |
| 1971 | 13.000         | [ 11 ]                                                                        |
| 2000 | 16.505         | [ 12 ]                                                                        |
| 2016 | 16.826         | [ 12 ]                                                                        |

## Verkeer en vervoer
- Hoofdweg 51 loopt dwars door Lidzbark Warmiński en verbindt de plaats met Expresweg 7 nabij Olsztynek en Kaliningrad.
- Station Lidzbark Warmiński is gesloten in 2005. De spoorlijn is afgebroken.

## Sport en recreatie
- Door deze plaats loopt de Europese wandelroute E11. De E11 loopt van Den Haag naar het oosten, op dit moment de grens Polen/Litouwen. Ter plaatse komt de route van het zuidwesten van Dobre Miasto en vervolgt in oostelijke richting via Stoczek Klasztorny naar Kiwity.

## Stedenbanden
Lidzbark Warmiński was een partnergemeente van de inmiddels opgeheven Nederlandse gemeente Oud-Beijerland.

## Geboren in Heilsberg/Lidzbark
- Mathias Meyer (-1737), barokschilder
- Wilhelm von Thümen (1792–1856), Pruisisch generaal
- Anton Pohlmann (1829–1891), Rijksdagafgevaardigde en rooms-katholiek strijder in de Kulturkampf
- Ernst Burchard (1876–1920), arts en seksuoloog
- Bruno Hippler (1894–1942), Wehrmacht-generaal
- Bruno Kitt (1906–1946), SS-arts in Auschwitz en Neuengamme
- Tadeusz Płoski (1956–2010), Pools legerbisschop, omgekomen bij het vliegtuigongeluk van Smolensk